# 의성고등학교
의성고등학교(義城高等學校)는 대한민국 경상북도 의성군 의성읍 중리리에 있는 사립 고등학교이다.

## 학교 연혁
- 1946년 3월 15일 : 의성고등공민학교 설립인가
- 1946년 4월 8일 : 의성고등공민학교 개교
- 1953년 2월 6일 : 학교법인 동방학원 설립인가
- 1953년 2월 10일 : 동국중학교 설립 인가, 초대 서재균 교장 취임
- 1953년 2월 26일 : 동국중학교 개교
- 1978년 12월 29일 : 의성고등학교 설립 인가
- 1979년 3월 2일 : 의성고등학교 개교, 초대 서재균 교장 취임
- 1983년 2월 11일 : 동국중학교 제31회 졸업
- 1983년 3월 1일 : 동국중학교 폐교
- 1999년 7월 31일 : 기숙사 완공 식당 240석, 독서실 132석, 시청각실 40석, 숙소 128명 수용
- 1999년 12월 17일 : 제9대 서숙명 재단이사장 취임
- 2002년 2월 28일 : 멀티미디어실 설치
- 2006년 10월 19일 : 디지털 도서관 설치
- 2011년 1월 28일 : 급식소 증 개축
- 2016년 5월 4일 : 다목적 강당(체육관) 증축
- 2017년 3월 1일 : 제8대 김기문 교장 취임
- 2018년 2월 9일 : 제36회 졸업식
- 2018년 3월 2일 : 신입생 입학식
- 2019년 2월 15일 : 제38회 졸업식
- 2019년 3월 4일 : 신입생 입학식
- 2019년 3월 4일 : 컬링부 창단
- 2019년 3월 4일 : 컬링부 창단
- 2020년 2월 7일 : 제39회 졸업식
- 2021년 2월 5일 : 제40회 졸업식
- 2020년 2월 7일 : 제39회 졸업식
- 2021년 2월 5일 : 제40회 졸업식
- 2021년 3월 1일 : 제9대 신은식 교장 취임
- 2021년 3월 2일 : 2021학년도 입학식
- 2023년 2월 10일 : 제42회 졸업식
- 2023년 3월 2일 : 2023학년도 입학식

## 참고 자료
- 의성고등학교 - 한국교육학술정보원 학교알리미